# Ворса, Айзек
А́йзек Во́рса (англ. Isaac Vorsah; 21 июня 1988, Аккра, Гана) — ганский футболист, игравший на позиции защитника. Известен по своим выступлениям за австрийский «Ред Булл» и Сборную Ганы.

## Клубная карьера
В январе 2007 года перешёл из ганского клуба «Олл Блэк Юнайтед» в один из известнейших ганских клубов «Асанте Котоко». Своей игрой парень сразу же привлёк внимание европейских селекционеров и уже летом 2007 отправился в аренду до 30 июня 2008 года в немецкий «Хоффенхайм». Переход был удачным для Айзека — уже в том сезоне, с первой попытки «Хоффенхайм» смог занять второе место во второй бундеслиге и отправился на повышение в главную лигу страны.
1 апреля 2008 года «Хоффенхайм», предположительно, за 1 млн евро выкупил права на футболиста. Айзек подписал контракт до 20 июня 2011 года. 7 июня 2010 года контракт был продлён ещё на три сезона.

## Карьера в сборной
21 августа 2007 года дебютировал в сборной Ганы в матче против национальной сборной Сенегала. Принимал участие в Кубке африканских наций 2010 года. 30 мая 2010 года наставник сборной Ганы Милован Раевац объявил состав своей команды, которая будет участвовать в чемпионате мира. Среди 23 футболистов был и Айзек Ворса.

## Достижения
- В 2007 году стал лучшим защитником Ганы
- Чемпион Австрии: 2014
- Обладатель Кубка Австрии: 2014